# Jean Jouvenet le vieux
Pour les articles homonymes, voir Jouvenet.
 (juin 2008).
Jean Jouvenet le vieux, né en Italie au XVIe siècle et mort à Rouen vers 1615, est un peintre français.

## Biographie
D’origine italienne et fondateur de la famille Jouvenet, Jean Jouvenet, qui florissait en 1580, s’établit d’abord à Lyon puis à Rouen où il se fixa et se fit admettre à la maîtrise des peintres et sculpteurs. Il est le fondateur d’une famille de peintres et de sculpteurs qui a fleuri du XVIe au XVIIIe siècle et dont le représentant le plus illustre est son arrière-petit-neveu Jean Jouvenet.